# Dipartimento di Biedma
Biedma è un dipartimento argentino, situato nella parte nord-orientale della provincia del Chubut, con capoluogo Puerto Madryn.

## Geografia fisica
Esso confina a nord con la provincia di Río Negro, a ovest e a sud con i dipartimenti di Telsen, Gaiman e Rawson, e ad est con l'oceano Atlantico.
Il dipartimento fa parte della comarca di Virch-Valdes.

## Società

### Evoluzione demografica
Secondo il censimento del 2010, su un territorio di 12.940 km², la popolazione ammontava a 82.883 abitanti, con un aumento demografico del 41,3% rispetto al censimento del 2001.
Abitanti censiti

## Amministrazione
Il dipartimento comprende: 
- 1 comune (municipio) di prima categoria: Puerto Madryn
- 1 comision de fomento: Puerto Pirámides.